# Église Saint-Gengoux de Vielsalm
 (décembre 2023).
Si vous disposez d'ouvrages ou d'articles de référence ou si vous connaissez des sites web de qualité traitant du thème abordé ici, merci de compléter l'article en donnant les références utiles à sa vérifiabilité et en les liant à la section « Notes et références ».
L'église Saint-Gengoux est un édifice religieux catholique sis au centre de la ville de Vielsalm, en province de Luxembourg (Belgique). Construite en 1956 l’église actuelle remplace une autre qui fut détruite durant la Seconde Guerre mondiale. 

## Histoire
De style gothique moderne l’église Saint-Gengoux fut construite en 1956. Son élégant clocher surmontant le narthex s’élevé à 50 mètres du sol, sans être dépendant d’une tour. L’église est dédiée à ‘saint Gengoux’ qui serait une des nombreuses variantes du nom de saint Gangulphe. La ville de Vielsalm possède également une fontaine Saint-Gengoux, au bord d’un des ruisseaux conduisant à la Salm. 

## Patrimoine
- Les fonts baptismaux de style roman (en arkose) datent du XIe siècle.
- La pierre tombale du comte Henri VI de Salm, mort en 1360. La dalle funéraire fut découverte lors des travaux en préparation de la reconstruction de l’église.

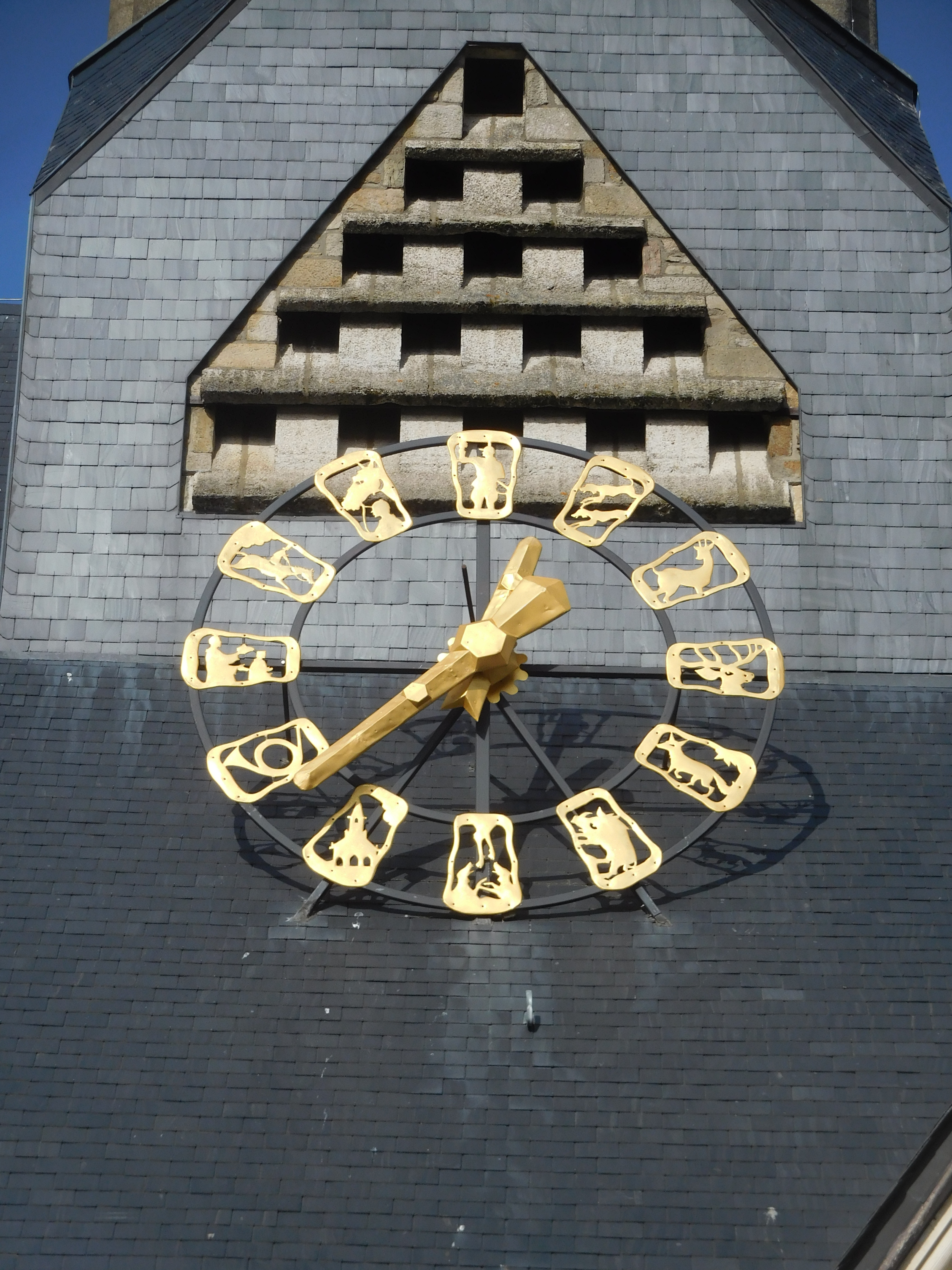
Cadran-sud de l'horloge, avec scènes de chasse

- L’horloge de l’église, avec trois cadrans en cuivre doré - sur le pignon et les pans du toit - est particulière en ce que les trois cadrans sont différents. 
  - En façade, au sommet du pignon (côté ouest) les chiffres des heures sont remplacés par des motifs illustrant symboles et sacrements de la vie chrétienne.
  - Sur le cadran côté sud ce sont des motifs célébrant la chasse à  courre, une pratique à l’époque très populaire en Ardenne. Ainsi : les chiens (1h.) le chevreuil (2h), le cerf (3h.), le renard (4h.), le sanglier (5h.), la curée (6h.) l’église (7h.), le cor de chasse (8h.), la bénédiction des équipages (9h.), l’amazone (10h.); le cavalier (11h.) le maître d'équipage (12h.).
  - Sur le cadran nord ce sont des scènes de l’histoire locale.

## Note
1. ↑  « Gengoux » est probablement la forme wallonne [Djingou] de « Gangulphe ». Plusieurs églises en Belgique et en France sont dédiées à saint Gangulphe, dont l'église collégiale de Florennes